# Австралийская ехидна
Австралийская ехидна (лат. Tachyglossus aculeatus) — вид яйцекладущих млекопитающих семейства ехидновых (Tachyglossidae) отряда однопроходных (Monotremata). Единственный представитель рода ехидн (Tachyglossus).

## Таксономия и наименование
Австралийская ехидна была научно описана английским ботаником и зоологом Джорджем Шоу в 1792 году, назвавшим вид Myrmecophaga aculeata, полагая, что он может быть связан с гигантским муравьедом (Myrmecophaga tridactyla). С тех пор как он описал этот вид, ехидна последовательно сменила ещё несколько названий — Ornithorhynchus hystrix, Echidna hystrix, Echidna aculeate, пока не получила нынешнее — Tachyglossus aculeatus. Её родовое название в переводе с греческого означает «быстрый язык», что связано со скоростью, с которой ехидна использует свой язык для ловли муравьёв и термитов; видовое название переводится как «колючая».
Австралийская ехидна — единственный вид монотипического рода ехидн (Tachyglossus), входящего в семейство ехидновых, другим современным родом которого являются проехидны (Zaglossus), встречающиеся в Новой Гвинее. Все современные виды проехидн — проехидна Брюйна (Zaglossus bruijni), проехидна Аттенборо (Zaglossus attenboroughi), проехидна Бартона (Zaglossus bartoni) — значительно больше, чем австралийская ехидна, а их рацион состоит в основном из червей и личинок, тогда как ехидна питается в основном муравьями и термитами. Ехидновые — яйцекладущие млекопитающие; вместе с родственным семейством утконосовых (Ornithorhynchidae) они являются единственными существующими в настоящее время однопроходными.
Каждый из пяти подвидов австралийской ехидны встречается в разных географических районах. Эти подвиды имеют различия в шерсти, длине и ширине позвоночника, а также в размере когтей для груминга на задних лапах.
| Подвид               | Ареал                                                                                                 |
| -------------------- | --- |
| T. a. acanthion      | Северная территория и Западная Австралия.                                                             |
| T. a. aculeatus      | Квинсленд, Новый Южный Уэльс и Виктория.                                                              |
| T. a. lawesii        | Прибрежные районы и высокогорья Новой Гвинеи и, возможно, дождевые леса северо-восточного Квинсленда. |
| T. a. multiaculeatus | Остров Кенгуру.                                                                                       |
| T. a. setosus        | Тасмания.                                                                                             |

## Внешний вид и физиология
Австралийская ехидна мельче проехидны: её обычная длина — 30—45 см, вес от 2,5 до 5 кг. Тасманийский подвид несколько крупнее — до 53 см. Голова ехидны покрыта грубым волосом; шея короткая, снаружи почти незаметна. Ушные раковины не видны. Морда ехидны вытянута в узкий «клюв» длиной 75 мм, прямой или чуть изогнутый. Он представляет собой адаптацию к поиску добычи в узких щелях и норах, откуда ехидна достаёт её своим длинным липким языком. Ротовое отверстие на конце клюва беззубое и очень маленькое; оно не открывается шире, чем на 5 мм. Как и у утконоса, «клюв» ехидны богато иннервирован. В его коже расположены как механорецепторы, так и особые клетки-электрорецепторы (расположены и на других участках кожи). С их помощью ехидна улавливает слабые колебания электрического поля, возникающие при движении потенциальных жертв – червей, моллюсков и насекомых. Ни у одного млекопитающего, помимо ехидн и утконоса, подобного органа электролокации не обнаружено.
Конечности у ехидны укороченные. Пальцы снабжены мощными плоскими когтями, приспособленными для рытья земли и разламывания стенок термитников. На задних лапах когти удлинены, ими ехидна чистит шерсть и вычищает паразитов. Кроме того, на задних конечностях у взрослых самцов имеется небольшая шпора — такая же, как у утконоса, но меньше и не связанная с ядовитой железой. Спина и бока ехидны покрыты короткими, жёсткими и полыми колючками. Их длина достигает 5—6 см; они имеют жёлтую окраску с чёрными кончиками, реже полностью жёлтые. Иглы представляют собой видоизменённые волосы и состоят в основном из кератина. Собственно мех у ехидны бурый или чёрный, грубый; он частично покрывает иглы. Хвост очень короткий, похожий на небольшой выступ. Как и у всех однопроходных, фекалии, моча и половые продукты у ехидны выводятся через единое отверстие — клоаку. У самок после родов на животе появляется выводковая сумка.

### Мышечная система
Мускулатура ехидны довольно своеобразна. Так, особая мышца panniculus carnosus, расположенная под кожей и покрывающая все тело, позволяет ехидне при опасности сворачиваться в шар, пряча живот и выставляя наружу колючки. Мускулатура морды и языка у ехидны сильно специализирована. Её язык способен высовываться изо рта на 18 см (его полная длина достигает 25 см). Он покрыт слизью, к которой прилипают муравьи и термиты. Высовывание языка обеспечивается сокращением круговых мышц, которые меняют его форму и выдвигают его вперёд, и двух подбородочно-подъязычных мышц, которые крепятся к корню языка и нижней челюсти. Высунутый язык становится жёстче из-за быстрого притока крови. Его втягивание обеспечивается двумя продольными мышцами. Язык способен двигаться с большой скоростью — до 100 движений в минуту.

### Нервная система
У ехидн слабое зрение, однако хорошо развиты обоняние и слух. Их уши чувствительны к низкочастотным звукам, что позволяет им слышать термитов и муравьёв под почвой. Мозг ехидны развит лучше, чем у утконоса, и имеет большее количество извилин. Коэффициент энцефализации (EQ), то есть соотношение размеров мозга и размеров тела, у ехидны — 0,97 (против 0,74 у утконоса).
До недавнего времени считалось, что ехидна — единственное млекопитающее, которое не видит снов. Однако в феврале 2000 г. учёные из Университета Тасмании установили, что спящая ехидна проходит фазу парадоксального сна, но та зависит от температуры окружающей среды. При 25 °C у ехидны фиксировалась фаза БДГ, однако при повышении или понижении температуры она сокращалась или исчезала.

## Образ жизни и питание
Это наземное животное, хотя при необходимости оно способно плавать и пересекать довольно крупные водоёмы. Встречается ехидна в любом ландшафте, предоставляющем ей достаточно пищи — от влажных лесов до сухого буша и даже пустынь. Водится она и в гористой местности, где часть года лежит снег, и на сельскохозяйственных землях, и даже в столичных пригородах. Активна ехидна преимущественно днём, однако жаркая погода заставляет её переходить на ночной образ жизни. Ехидна плохо приспособлена к жаре, поскольку у неё нет потовых желез, а температура тела очень низкая — 30—32 °C. При жаркой или холодной погоде она становится вялой; при сильном похолодании впадает в спячку продолжительностью до 4 месяцев. Запасы подкожного жира позволяют ей при необходимости голодать месяц и более.
Ехидна питается муравьями, термитами, реже другими насекомыми, мелкими моллюсками и червями. Она раскапывает муравейники и термитники, роется носом в лесной подстилке, сдирает кору с упавших гнилых деревьев, сдвигает и переворачивает камни. Обнаружив насекомых, ехидна выбрасывает свой длинный липкий язык, к которому прилипает добыча. Зубы у ехидны отсутствуют, но у корня языка имеются кератиновые зубчики, которые трутся о гребенчатое нёбо и таким образом растирают пищу. Кроме того, ехидна подобно птицам заглатывает землю, песок и мелкие камешки, которые довершают измельчение пищи в желудке.
Ехидна ведёт одиночный образ жизни (за исключением брачного сезона). Это не территориальное животное — встретившиеся ехидны просто игнорируют друг друга; не устраивают постоянных нор и гнёзд. На отдых ехидна устраивается в любом удобном месте — под корнями, камнями, в дуплах упавших деревьев. Бегает ехидна плохо. Главная её защита — колючки; потревоженная ехидна сворачивается в шар, как ёж, и если успевает, частично закапывается в землю, подставляя врагу спину с поднятыми иглами. Вытащить ехидну из вырытой ямы очень трудно, поскольку она сильно упирается лапами и иглами. Среди хищников, охотящихся на ехидн, — тасманские дьяволы, а также завезённые людьми кошки, лисицы и собаки. Люди преследуют её редко, поскольку шкура ехидны не представляет ценности, а мясо не особенно вкусно. Звуки, которые издает встревоженная ехидна, напоминают негромкое хрюканье.
На ехиднах водится одна из самых крупных блох, Bradiopsylla echidnae, длина которой достигает 4 мм.

## Размножение
Ехидны живут настолько скрытно, что особенности их брачного поведения и размножения были опубликованы только в 2003 году, после 12 лет полевых наблюдений. Выяснилось, что в период ухаживания, который длится с мая по сентябрь (в разных частях ареала время его наступления разнится), эти млекопитающие держатся группами, состоящими из самки и нескольких самцов. И самки и самцы в это время испускают сильный мускусный запах, позволяющий им отыскивать друг друга. Группа вместе кормится и отдыхает; при переходах ехидны следуют гуськом, образуя «поезд» или караван. Впереди идёт самка, за ней — самцы разных возрастов, которых может быть 7—10; самые молодые из них идут в конце колонны. Ухаживания продолжаются до четырёх недель. Когда самка готова к спариванию, она ложится, а самцы начинают кружить вокруг неё, отбрасывая в сторону комки земли. Через некоторое время вокруг самки образуется настоящая траншея глубиной 18—25 см. Самцы яростно толкают друг друга, выталкивая из траншеи наружу, пока внутри кольца не остаётся один самец-победитель. Если самец был только один, траншея прямая. Спаривание (на боку) продолжается около часа.
Беременность длится 21—28 дней. Самка строит выводковую нору — теплую сухую камеру, часто выкопанную под пустым муравейником, термитником или даже под кучей садового мусора рядом с человеческим жильём. Обычно в кладке одно кожистое яйцо диаметром 13—17 мм и весом всего 1,5 г. Долгое время оставалось загадкой, как ехидна перемещает яйцо из клоаки в выводковую сумку — её рот для этого слишком мал, а лапы неуклюжи. Предположительно, откладывая его, ехидна ловко сворачивается клубком; при этом кожа на животе образует складку, выделяющую липкую жидкость. Застывая, она приклеивает выкатившееся на живот яйцо и заодно придает сумке форму.
Через 10 дней вылупляется крохотный детёныш — паггл: он длиной 15 мм и весит всего 0,4—0,5 г. При вылуплении паггл разрывает оболочку яйца при помощи роговой шишечки на носу, аналога яйцевого зуба птиц и пресмыкающихся. Глаза у новорождённой ехидны скрыты под кожей, а задние лапы практически не развиты. Зато передние лапы уже имеют хорошо выраженные пальцы. С их помощью новорождённый примерно за 4 ч. перебирается из задней части сумки в переднюю, где находится особый участок кожи, называемый млечным полем, или ареолой. На этом участке открывается 100—150 пор молочных желёз; каждая пора снабжена видоизменённым волоском. Когда детёныш ртом сжимает эти волоски, молоко поступает в его желудок. Высокое содержание железа придаёт молоку ехидны розовый цвет.
Растут молодые ехидны очень быстро, всего за два месяца увеличивая свой вес в 800—1000 раз, то есть, до 400 г. Детёныш остаётся в сумке матери 50—55 дней — до возраста, когда у него развиваются колючки. После этого мать оставляет его в укрытии и до возраста 5—6 месяцев приходит кормить раз в 5—10 дней. В общей сложности молочное вскармливание продолжается 200 дней. Между 180 и 240 днём жизни молодая ехидна покидает нору и начинает вести самостоятельную жизнь. Половая зрелость наступает в 2—3 года. Размножается ехидна только раз в два года или реже; по некоторым данным — раз в 3—7 лет. Но низкие темпы размножения компенсируются у неё большой продолжительностью жизни. В природе ехидна доживает до 16 лет; зафиксированный рекорд долгожительства в зоопарке — 45 лет.

## Статус популяции и охрана
Австралийская ехидна обычна в Австралии и Тасмании и не относится к вымирающим видам. Её в меньшей степени затрагивает расчистка земель, поскольку австралийская ехидна не предъявляет к местам обитания особых требований, помимо достаточного количества пищи. Основную опасность для неё представляет автотранспорт и разрушение среды обитания, ведущее к фрагментации ареала. Завезённые колонистами животные охотятся на ехидн; а интродуцированный ленточный червь-паразит Spirometra erinaceieuropaei для них смертелен.
Ехидны лучше, чем утконосы, переносят содержание в неволе, но не размножаются. Получить потомство австралийской ехидны удалось только в пяти зоопарках, но ни в одном случае молодняк не дожил до зрелого возраста.
В неволе ехидны охотно питаются любой пищей, которую могут втянуть в рот своим языком, от мясного фарша и яиц до молока и хлеба.

## В культуре
Австралийская ехидна изображена на 5-центовой монете и на юбилейной монете в 200$, выпущенной в Австралии в 1992 году. Ехидна Милли была одним из талисманов Летних Олимпийский игр 2000 года в Сиднее.